# Peter Riebensahm
Peter Riebensahm (* 30. Mai 1938 in Braunsberg, Ostpreußen) ist ein ehemaliger deutscher Hochspringer.

## Biografie
Riebensahm machte Ende der 1950er Jahre sein Abitur an der Lessingschule in Bremerhaven.
Bei den Olympischen Spielen 1960 in Rom belegte er im Hochsprung den 24. Rang.
Von 1958 bis 1962 gewann er – bis auf 1959 – jedes Mal die Silbermedaille bei den Deutschen Meisterschaften.
1962 wurde Riebensahm Deutscher Hallenmeister im Hochsprung.